# Université de Nanchang
L'université de Nanchang (NCU; chinois simplifié : 南昌大学 ; chinois traditionnel : 南昌大學 ; pinyin : Nánchāng dàxué) est une université chinoise située à Nanchang, capitale de la province du Jiangxi. Elle accueille environ 79 000 étudiants encadrés par plus de 4 600 enseignants. 

## Histoire
Ses origines remontent à 1921. Son histoire récente est marquée par la fusion de l'université de Jiangxi et l'université industrielle de Jiangxi, qui a créé l'université sous son nom actuel. 
En 2005, le collège médical de Nanchang fusionne avec l'université Nanchang.